# Ionuț Pungă
Ionuț Pungă (n. 14 octombrie 1979, Brăila, România) este un fost atlet român, specializat în probele de triplusalt și 110 m garduri.

## Carieră
Prima lui performanță a fost medalia de argint la Zilele Olimpice ale Tineretului European din 1995 la 110 m garduri. Apoi a avut cele mai bune rezultate la triplusalt. La Campionatul Mondial de Juniori (sub 20) din 1996 de la Sydney a câștigat medalia de bronz. Anul următor el a câștigat medalia de argint la Campionatul European de Juniori (sub 20) de la Ljubljana. În 1998 a devenit campion mondial la Campionatul Mondial de Juniori (sub 20) de la Annecy.
În anul 1999 Ionuț Pungă a obținut locul 5 la Campionatul Mondial în sală 
de la Maebashi și locul 4 la Universiada de la Palma de Mallorca. Tot în acest an a câștigat medalia de aur la Campionatul European de Tineret (sub 23) de la Göteborg și la Campionatul Mondial de la Sevilla s-a clasat pe locul 15.
În 2000 a participat la Jocurile Olimpice. Pe Stadionul Australia din Sydney a ocupat locul 14. Anul următor a câștigat medalia de bronz la Campionatul European de Tineret (sub 23) de la Amsterdam.
Ionuț Pungă a fost de patru ori campion național, în 1999, 2000 și 2002 la triplusalt și în 1999 la 100 m garduri.
Din 1999 el este cetățean de onoare al municipiului Brăila.

## Realizări
| An   | Competiție                               | Locație                   | Loc     | Eveniment     | Note    |
| ---- | ---------------------------------------- | ------------------------- | ------- | ------------- | ------- |
| 1995 | Zilele Olimpice ale Tineretului European | Bath, Marea Britanie      | 2       | 110 m garduri | 14,06 s |
| 1996 | Campionatul Mondial de Juniori (sub 20)  | Sydney, Australia         | 3       | triplusalt    | 16,15 m |
| 1997 | Campionatul European de Juniori (sub 20) | Ljubljana, Slovenia       | 5 (h)   | 110 m garduri | 14,72 s |
| 1997 | Campionatul European de Juniori (sub 20) | Ljubljana, Slovenia       | 2       | triplusalt    | 16,43 m |
| 1998 | Campionatul Mondial de Juniori (sub 20)  | Annecy, Franța            | 1       | triplusalt    | 16,94 m |
| 1999 | Campionatul Mondial în sală              | Maebashi, Japonia         | 5       | triplusalt    | 16,87 m |
| 1999 | Universiada                              | Palma de Mallorca, Spania | 4       | triplusalt    | 16,97 m |
| 1999 | Campionatul European de Tineret (sub 23) | Göteborg, Suedia          | 13 (sf) | 110 m garduri | 14,00 s |
| 1999 | Campionatul European de Tineret (sub 23) | Göteborg, Suedia          | 1       | triplusalt    | 16,73 m |
| 1999 | Campionatul Mondial                      | Sevilla, Spania           | 15      | triplusalt    | 16,67 m |
| 2000 | Campionatul European în sală             | Gent, Belgia              | 16      | triplusalt    | 16,26 m |
| 2000 | Jocurile Olimpice                        | Sydney, Australia         | 14      | triplusalt    | 16,72 m |
| 2001 | Campionatul Mondial în sală              | Lisabona, Portugalia      | –       | triplusalt    | FR      |
| 2001 | Campionatul European de Tineret (sub 23) | Amsterdam, Olanda         | 3       | triplusalt    | 16,81 m |
| 2001 | Campionatul Mondial                      | Edmonton, Canada          | –       | triplusalt    | FR      |
| 2002 | Campionatul European                     | München, Germania         | –       | triplusalt    | FR      |

## Recorduri personale
| Probă              | Performanță | Dată              | Locație   |
| ------------------ | ----------- | ----------------- | --------- |
| Triplusalt         | 17,04 m     | 11 iunie 1999     | Dreux     |
| 110 m garduri      | 13,79 s     | 5 iulie 1999      | București |
| Triplusalt în sală | 17,05 m     | 27 ianuarie 2001  | București |
| 60 m garduri       | 7,75 s      | 21 februarie 1999 | București |